# Holmgate
Holmgate – wieś w Anglii, w hrabstwie Derbyshire, w dystrykcie North East Derbyshire. Leży 28 km na północ od miasta Derby i 205 km na północny zachód od Londynu.